# Reuterberg
Der Reuterberg ist eine 87,1 m ü. NHN hohe Erhebung in den Westausläufern der Calvörder Berge. Er liegt bei Grauingen im Gemeindegebiet von Calvörde im sachsen-anhaltischen Landkreis Börde.

## Geographie

### Lage
Der Reuterberg erhebt sich in den Westausläufern der Calvörder Berge. Er liegt nordöstlich von Grauingen und südöstlich von Wegenstedt. Nordnordwestlich befindet sich der Grüttenberg (78,9 m), nordnordöstlich der Saalberg (86,7 m), ostnordöstlich der Lange Berg (106 m) und südöstlich der Blocksberg (112,9 m). Östlich erstreckt sich der Calvörder Forst. Nördlich verläuft die Landesstraße 24 (Calvörde–Wegenstedt), südwestlich die Bahnstrecke (Magdeburg–Wolfsburg) und jenseits davon die von der L 24 abzweigende Kreisstraße 1136 (Wegenstedt–Grauingen–Böddensell).

### Naturräumliche Zuordnung
Der Reuterberg gehört in der naturräumlichen Haupteinheitengruppe Weser-Aller-Flachland (Nr. 62), in der Haupteinheit Ostbraunschweigisches Flachland (624) und in der Untereinheit Obisfelder-Calvörder Endmoränenplatten (624.5) zum Naturraum Calvörder Hügelland (624.53).
Der Reuterberg ist von Feldern bedeckt.